# Carsula bicolor
Carsula bicolor är en insektsart som beskrevs av Sigfrid Ingrisch 1989. Carsula bicolor ingår i släktet Carsula och familjen gräshoppor. Inga underarter finns listade i Catalogue of Life.